# 本館
本館，是臺灣高雄市三民區的一個傳統地域名稱，位於該區東北部。相較於今日行政區，其範圍大致包括鼎金里南部邊界地帶西側一小段、本和里東北半部、本館里不含西南端、本元里不含東北端、本武里東北大半部、寶玉里北端、本安里不含南部、本上里東北部凸出部分的西北半部，以及鳥松區的大華里西端。
本地區境內主要聚落為本館，設有育英醫護管理專科學校、大華國小。

## 歷史
台灣日治初期，本館地區為一街庄，稱為「本館庄」（舊制街庄），隸屬於赤山里。該庄昔日北與覆鼎金庄為鄰，東與山仔腳庄為鄰，東南邊為赤山庄，西南邊及西邊為灣仔內庄。
1901年（日治明治三十四年）11月11日，全台廢縣廳改設二十廳，該庄隸屬於鳳山廳。1904年（明治三十七年）5月3日，該庄編入「赤山區」，隸屬於鳳山廳。1909年（明治四十二年）10月25日，全台合併二十廳為十二廳，赤山區改隸屬於臺南廳。1920年（大正九年）10月1日，全台地方制度大改正，廢十二廳改設五州二廳，該庄改制為「本館」大字，隸屬於高雄州鳳山郡鳥松庄（新制街庄）。1940年（昭和十五年）10月1日，本地區改隸屬於州轄高雄市。
戰後高雄市改制為省轄高雄市，大字亦改制為里。1946年（民國35年），高雄市劃分為10個區，本地區隸屬於三民區。1979年（民國68年）7月1日，高雄市升格為院轄高雄市。2010年（民國99年）12月25日，高雄縣、市合併為現今院轄高雄市。

## 聚落
本地區發展較早的聚落為本館，在日治初期的官方地圖上已有記載。

## 交通
國道1號又稱「中山高速公路」，是貫穿台灣西部的兩條縱向高速公路之一，經過本地區中部偏東地帶。最近的交流道在北側為國道10號交會處的鼎金系統交流道，多利用國道10號與省道台1線交會處的「民族路匝道」進出，再經由國道10號、鼎金系統交流道連接國道1號；在南側為省道台1線交會處的高雄交流道。由此等可快速前往國道1號沿線各地。

## 學校
- 育英醫護管理專科學校
- 東光國小